# Al-Idrisi

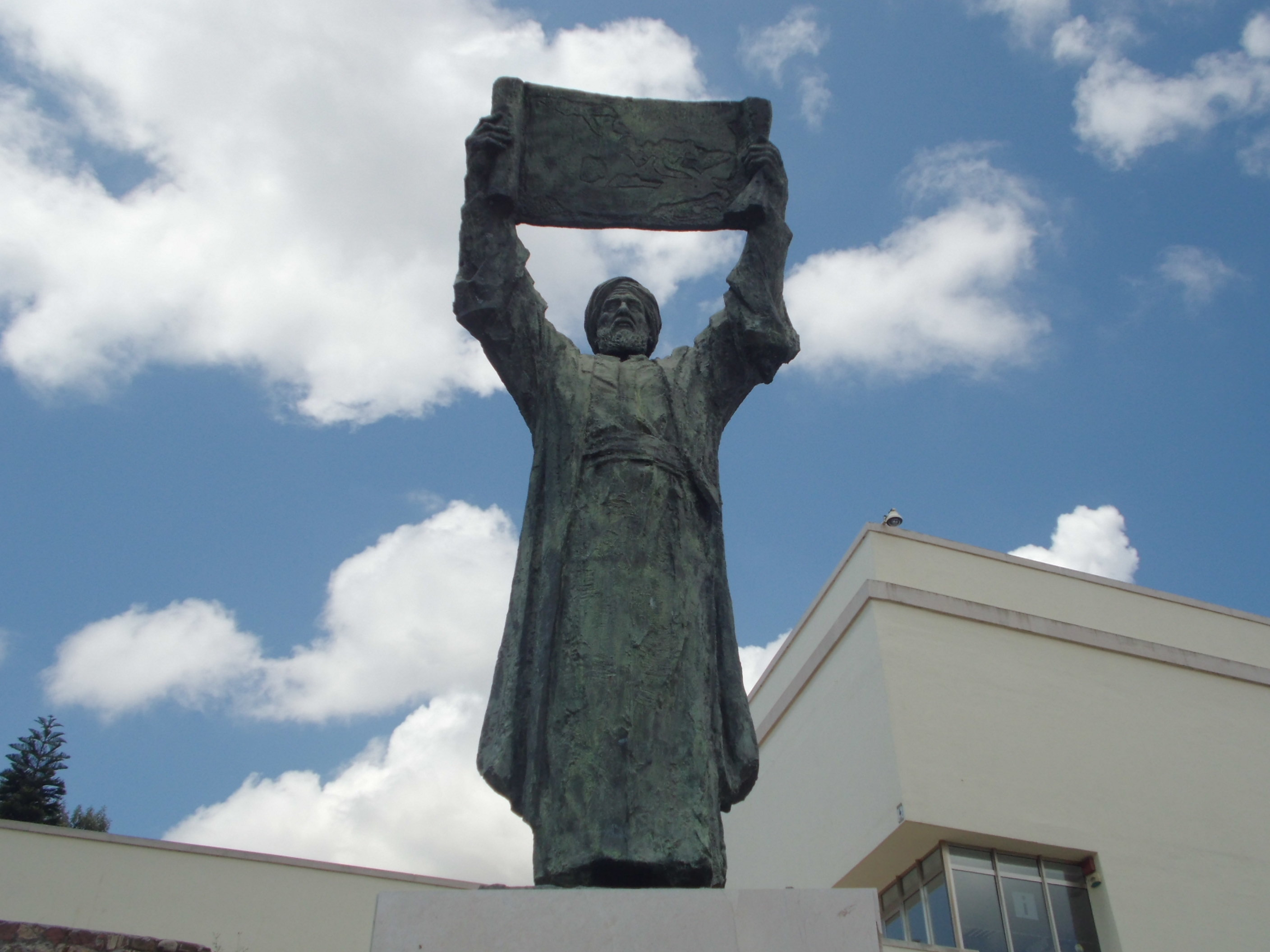
Statue al-Idrisis in Ceuta

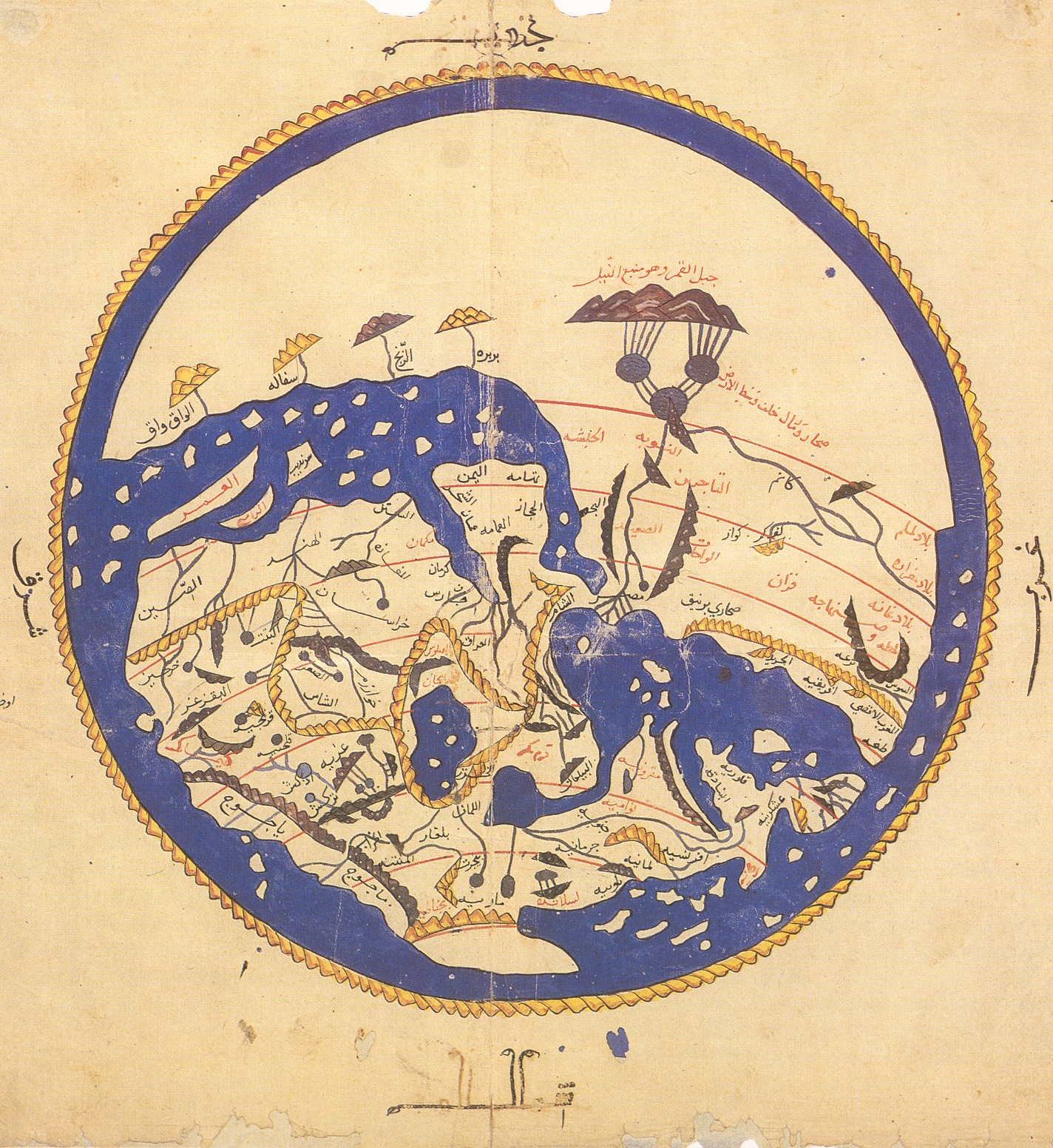
Weltkarte des al-Idrisi (12. Jh., es ist eine gesüdete Karte)

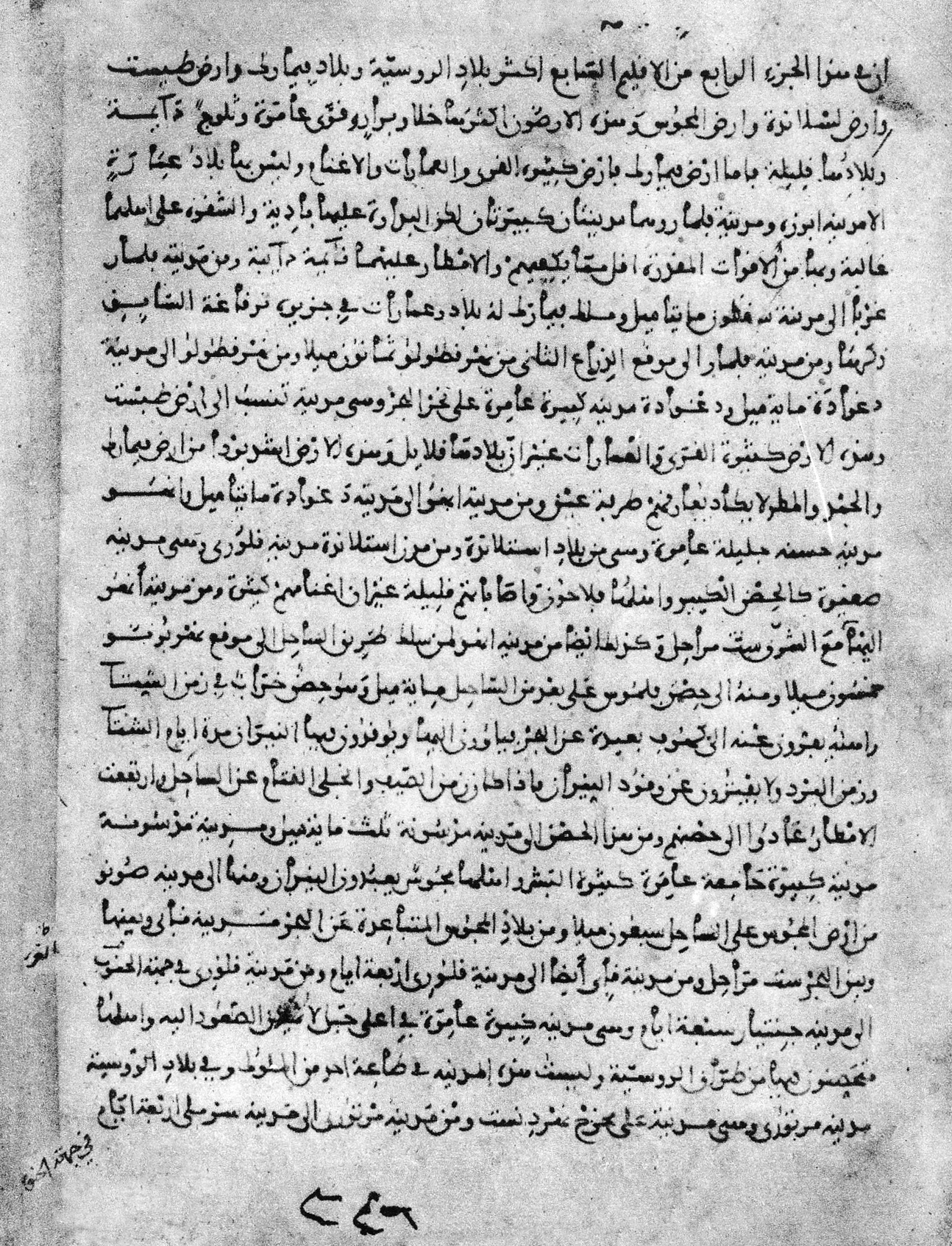
Al-Idrisi beschreibt Finnland

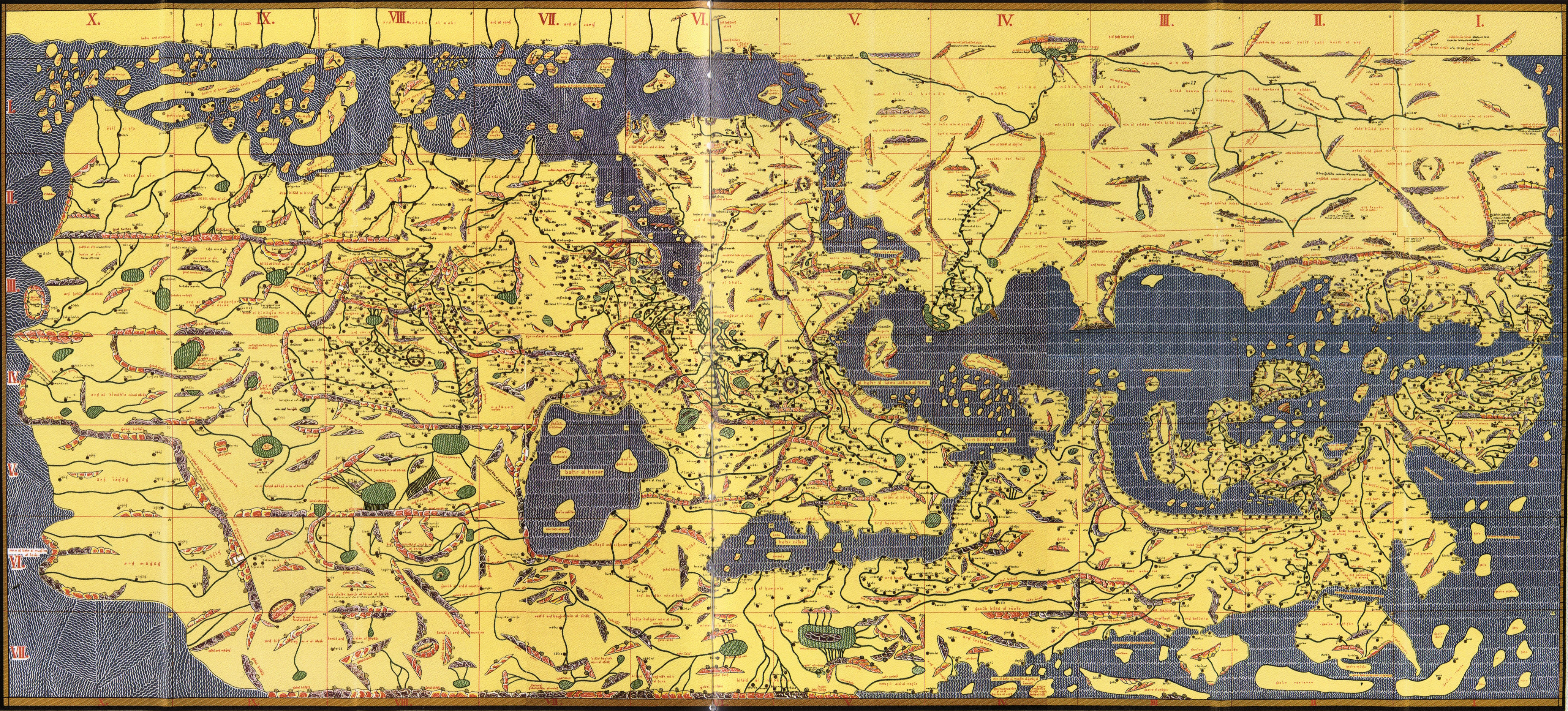
Die (gesüdete) Tabula Rogeriana, verfasst von al-Idrisi für Roger II. von Sizilien, 1154

Abu Abd Allah Muhammad ibn Muhammad ibn Abd Allah ibn Idris al-Idrisi, arabisch أبو عبد الله محمد بن محمد بن عبد الله بن إدريس الإدريسي, DMG Abū ʿAbd Allāh Muḥammad b. Muḥammad b. ʿAbd Allāh b. Idrīs al-Idrīsī, kurz Muhammad al-Idrisi und latinisiert Dreses (* um 1100 in Ceuta (?); † 1166 auf Sizilien) war ein Kartograph, Geograph und Botaniker.
Er studierte an der Universität von Córdoba und lebte in Sizilien am Hofe des Normannenkönigs Roger II. Seine Reisen führten ihn unter anderem nach Spanien, Nordafrika und Vorderasien.

## Kindheit und Jugend
Muhammad al-Idrisi entstammte einer langen Reihe von Prinzen, Kalifen und Sufis. Als direkter Nachfahre der Hammudiden (1016–1058), die ihrerseits einen Nebenzweig der Idrisiden (789–985) bilden, konnte er seinen Stammbaum bis zum Propheten Muhammad zurückverfolgen.
Als sein Geburtsort galt lange Zeit Ceuta, wohin seine Familie nach dem Fall von Málaga (1057) geflohen war und wo al-Idrisi um 1100 n. Chr. geboren sei. Neuere Forschungen deuten jedoch darauf hin, dass er irgendwann gegen Ende des 11. Jahrhunderts in Sizilien oder Süditalien zur Welt kam. Aufgrund der instabilen politischen Lage in Andalusien hatte al-Idrisis Vater Zuflucht in Sizilien gesucht, wo die regierenden Normannen (laut Ibn Dschubair) „einige wenige arabische Familien tolerierten und förderten, um im Gegenzug von deren Wissen zu profitieren“. Ob al-Idrisi die ausgedehnten Reisen, die ihm nachgesagt werden, tatsächlich unternommen hat, ist ebenfalls fraglich: „Falls al-Idrisi Sizilien jemals verlassen hat, dann wahrscheinlich nur für Reisen ins muslimische Nordafrika und Spanien“. Früher hieß es, seine Feldforschungen hätten ihn quer durch Europa, von Portugal über die Pyrenäen, die französische Atlantikküste entlang bis ins Königreich Jórvík, aber auch nach Ungarn und in die muslimische Welt geführt. Sein Beiname (nisba) al-Qurṭubī lässt vermuten, dass er in Córdoba studiert hatte. Auch ein Aufenthalt in Constantine, wo er gelehrt haben soll, ist wahrscheinlich.

## Al-Idrisi, der Geograph
Nachhaltigen Ruhm erlangte al-Idrisi durch seine geographischen Studien. Er verwendete Angaben des Claudius Ptolemäus und früher islamischer Gelehrter, aber auch selbst Erfahrenes ohne die in den mittelalterlichen Mappae mundi damals üblichen christologischen Themen. Seine Karten behandeln auch Gegenden, die seit der späten Antike der Christenheit in Europa zur Erforschung und zum Wissenserwerb nicht mehr zugänglich waren. Als muslimisch-arabischer Bewohner eines Großreiches hatte al-Idrisi Zugang zu Gebieten wie Westafrika, der arabischen Halbinsel, Indien, China und Zentralasien. Entsprechend dem geographischen Schwerpunkt ist in seinen Schriften Nordeuropa vergleichsweise wenig detailliert dargestellt.
Seine Arbeiten inspirierten und beeinflussten muslimische Geographen wie Ibn Battuta, Ibn Chaldun und Piri Reis ebenso wie die christlichen Seefahrer Christoph Columbus und Vasco da Gama.

## Tabula Rogeriana
Sein Hauptwerk Nuzhat al-Muschtāq fī ichtirāq al-āfāq (arabisch نزهة المشتاق في اختراق الآفاق, DMG nuzhat al-muštāq fī iḫtirāq al-āfāq ‚Reise des Sehnsüchtigen um die Horizonte zu durchqueren‘) verfasste al-Idrisi von 1138 bis 1154 für Roger II. von Sizilien. Darin unterteilt er die Welt in sieben Klimazonen und liefert neben genauen Karten detaillierte Beschreibungen der kulturellen, politischen und sozioökonomischen Bedingungen der jeweiligen Regionen. Ergänzt wird das Buch von einer Karte der damals bekannten Welt, die in eine massive Silberscheibe von zwei Metern Durchmesser eingraviert ist.
Darin verknüpfte al-Idrisi das Wissen, welches über die Jahrhunderte von islamischen Kaufleuten und Forschern über Afrika, den Indischen Ozean und den Fernen Osten gesammelt worden war, mit den Informationen der normannischen Seefahrer über die nördliche Welt zur akkuratesten Landkarte der Vormoderne. Während allerdings der eurasische Kontinent in seiner Gesamtheit dargestellt war, wurde vom afrikanischen Kontinent nur der nördliche Teil abgebildet. Außerdem fehlen Details des Horns von Afrika und Südostasiens.
Die Identifizierung der dokumentierten Orts- und Landschaftsnamen wird allerdings dadurch erschwert, dass sie überwiegend auf mündliche Auskünfte zurückgehen, die al-Idrisi mit arabischen Buchstaben festhielt.
Das Werk liegt nunmehr in der sorgfältig bestellten Edition der Istituto Italiano per il Medio e l'Estremo Oriente at Rome unter der Mitwirkung mehrerer Wissenschaftler vor: Opus Geographicum sive liber ad eorum delectationem qui terras peragrare studeant. Deutsch ist das Kartenwerk durch die „Mappae Arabicae“ von Miller zugänglich. Der zugehörige Text kann auf Französisch einer neueren Ausgabe bei Flammarion entnommen werden.
Mit dem Nuzhat al-Muschtāq fī ichtirāq al-āfāq schuf al-Idrisi ein Kompendium, das über drei Jahrhunderte das Standardwerk der Kartographie blieb. Die originale Silberplatte wurde im Zuge eines Aufstandes zerstört. Die Teilkarten blieben dagegen erhalten und erlauben eine Rekonstruktion der zerstörten Weltkarte.

## Al-Idrisi, der Biologe
Al-Idrisi studierte daneben auch sämtliche damals bekannten Heilpflanzen. Da in seinen Augen die Wissenschaft seit dem Altertum kaum Fortschritte gemacht hatte, begann er selbst Pflanzen zu sammeln, zu katalogisieren und ihre Wirkung zu erforschen. Die Ergebnisse seiner Arbeit fasste er in diversen Büchern zusammen. Das bedeutendste davon ist das Kitāb al-Dschāmiʿ li-Aschtāt an-Nabāt / كتاب الجامع لأشتات النبات / Kitāb al-ǧāmiʿ li-aštāt an-nabāt / ‚Das Sammelwerk für die Pflanzenarten‘, dessen Handschrift der deutsche Orientalist Hellmut Ritter 1928 in der Istanbuler Fatih Handschriftenbibliothek entdeckt hat.

## Rezeption
- Der Roman Der Sultan von Palermo des britischen Autors Tariq Ali zeichnet al-Idrisis Leben am Hof Rogers II. zwischen Wissenschaft und Politik nach. Wiewohl Fiktion, gibt die Handlung faktentreu und detailreich Einblick in das mittelalterliche Europa zwischen Orient und von den Päpsten geprägtem Christentum, sowie in das Schaffen al-Idrisis.
- Al Idrisi ist der Titelheld von Jon Fasmans Buch Die Bibliothek des Alchimisten.
- Das Werk des Mohammed al-Idrisi hatte starken Einfluss auf andere europäische Autoren wie Marino Sanudo der Ältere, Antonio Malfante († 1450), Jaume Ferrer und Alonso Fernández de Lugo.
- Das von der Clark University entwickelte Geoinformationssystem IDRISI trägt seinen Namen zu Ehren von Mohammed al-Idrisi. Die damit erforschten Daten unterstützen bei Umweltmanagement und nachhaltiger Ressourcenbewirtschaftung.
- Die IAU benannte ein Gebirge auf dem Pluto Al-Idrisi Montes.[4]